# 霍贝格
霍贝格是德国巴登-符腾堡州的一个市镇。总面积28.94平方公里，总人口7779人，其中男性3833人，女性3946人（2011年12月31日），人口密度269人/平方公里。